# Franz Köck (Politiker)
Franz Köck (* 8. August 1931 in Gottsdorf; † 12. Juli 2015 in Aschach an der Donau) war ein österreichischer Politiker (SPÖ) und Zentralbetriebsratsobmann. Köck war von 1973 bis 1990 Abgeordneter zum österreichischen Nationalrat.
Köck besuchte nach der Pflichtschule eine Fachschule für Elektrotechnik und war ab 1955 beruflich als Elektriker tätig. Er engagierte sich ab 1962 als Mitglied des Betriebsrates der Österreichischen Donaukraftwerke AG, stieg 1968 zum Geschäftsführenden Betriebsratsobmann auf und übernahm 1978 die Funktion des Zentralbetriebsrates sowie des Vorsitzenden-Stellvertreters im Aufsichtsrat der Österreichischen Donaukraftwerke AG. Daneben besuchte er von 1962 bis 1963 die Sozialakademie und wurde 1978 Geschäftsführer des Sozialreferates der Österreichischen Donaukraftwerke AG.
Des Weiteren war Köck ab 1967 Gemeinderat in Aschach an der Donau und ab 1982 Bezirksparteivorsitzender der SPÖ Grieskirchen/Eferding. Er gehörte dem Landesparteivorstand der SPÖ Oberösterreich an und vertrat die SPÖ vom 14. November 1973 bis zum 4. November 1990 im österreichischen Nationalrat.